# Basketball-Europameisterschaft 1946
Die 4. Basketball-Europameisterschaft der Herren (offiziell: Eurobasket 1946) fand vom 30. April bis 4. Mai 1946 in Genf statt. Europameister wurde die Tschechoslowakei. Silber ging an Italien und Ungarn gewann die Bronzemedaille. Auch wenn die Staaten Osteuropas von der UdSSR besetzt waren, so setzten sie 1946 ihre bürgerliche Vorkriegstradition fort und ebneten damit den Weg des Eintritts auch der UdSSR in den internationalen Sportverkehr.

## Vorrunde
Die Vorrunde wurde in drei Gruppen mit einmal vier bzw. zweimal drei Mannschaften ausgetragen. Der Sieger eines Spiels erhielt zwei Punkte, der Verlierer einen Punkt. Stand ein Spiel am Ende der regulären Spielzeit unentschieden, so gab es Verlängerung.
Die Erstplatzierten jeder Gruppe sowie der Zweitplatzierte der großen Gruppe A waren für die Teilnahme an den Spielen um den Europameistertitel gesetzt und hatten EM-Platz 4 bereits sicher. Die Zweitplatzierten der kleinen Gruppen B und C hatten anschließend ein Spiel um den 5. EM-Platz zu bestreiten, während die restlichen Mannschaften die EM-Plätze 7 bis 10 untereinander ausspielten.

### Gruppe A
| Spiel | Team 1    | Team 2    | Ergebnis | 1. H. | 2. H. | Verl. |
| ----- | --------- | --------- | -------- | ----- | ----- | ----- |
| A 1   | Polen     | Luxemburg | 45:28    | 23:13 | 22:15 | –     |
| A 2   | Italien   | Ungarn    | 39:31    | 15:13 | 24:18 | –     |
| A 3   | Luxemburg | Ungarn    | 10:48    | 04:21 | 06:27 | –     |
| A 4   | Polen     | Italien   | 25:40    | 11:18 | 14:22 | –     |
| A 5   | Italien   | Luxemburg | 73:15    | 36:05 | 37:10 | –     |
| A 6   | Polen     | Ungarn    | 21:34    | 08:13 | 13:21 | –     |

| Platz | Team               | Spiele | Siege | Niederl. | Punkte | Körbe   | Diff | qualifiziert für        |
| ----- | ------------------ | ------ | ----- | -------- | ------ | ------- | ---- | ----------------------- |
| 1     | Königreich Italien | 3      | 3     | 0        | 6      | 152:071 | +081 | Halbfinale              |
| 2     | Ungarn             | 3      | 2     | 1        | 5      | 113:070 | +043 | Halbfinale              |
| 3     | Polen              | 3      | 1     | 2        | 4      | 091:102 | −011 | Finalrunde Platz 7 - 10 |
| 4     | Luxemburg          | 3      | 0     | 3        | 3      | 053:166 | −113 | Finalrunde Platz 7 - 10 |

### Gruppe B
| Spiel | Team 1     | Team 2      | Ergebnis | 1. H. | 2. H. | Verl. |
| ----- | ---------- | ----------- | -------- | ----- | ----- | ----- |
| B 1   | England    | Niederlande | 27:48    | 06:24 | 21:24 | –     |
| B 2   | England    | Frankreich  | 11:65    | 05:31 | 06:34 | –     |
| B 3   | Frankreich | Niederlande | 47:18    | 24:11 | 23:07 | –     |

| Platz | Team        | Spiele | Siege | Niederl. | Punkte | Körbe   | Diff | qualifiziert für        |
| ----- | ----------- | ------ | ----- | -------- | ------ | ------- | ---- | ----------------------- |
| 1     | Frankreich  | 2      | 2     | 0        | 4      | 112:029 | +83  | Halbfinale              |
| 2     | Niederlande | 2      | 1     | 1        | 3      | 066:074 | −08  | Finalrunde Platz 5 + 6  |
| 3     | England     | 2      | 0     | 2        | 2      | 038:113 | −75  | Finalrunde Platz 7 - 10 |

### Gruppe C
| Spiel | Team 1           | Team 2           | Ergebnis | 1. H. | 2. H. | Verl. |
| ----- | ---------------- | ---------------- | -------- | ----- | ----- | ----- |
| C 1   | Tschechoslowakei | Schweiz          | 20:17    | 12:07 | 08:10 | –     |
| C 2   | Belgien          | Schweiz          | 23:33    | 08:15 | 15:18 | –     |
| C 3   | Belgien          | Tschechoslowakei | 33:38    | 13:21 | 20:17 | –     |

| Platz | Team             | Spiele | Siege | Niederl. | Punkte | Körbe | Diff | qualifiziert für        |
| ----- | ---------------- | ------ | ----- | -------- | ------ | ----- | ---- | ----------------------- |
| 1     | Tschechoslowakei | 2      | 2     | 0        | 4      | 58:50 | +08  | Halbfinale              |
| 2     | Schweiz          | 2      | 1     | 1        | 3      | 50:43 | +07  | Finalrunde Platz 5 + 6  |
| 3     | Belgien          | 2      | 0     | 2        | 2      | 56:71 | −15  | Finalrunde Platz 7 - 10 |

## Finalrunde

### Platz 7 bis 10
Nach der Vorrunde trafen im Kleinen Halbfinale die Dritt- und Viertplatzierten der Gruppe A gegen die beiden Drittplatzierten der Gruppen B bzw. C aufeinander. Die Sieger spielten um EM-Platz 7, die Verlierer um EM-Platz 9.

|  | Kleines Halbfinale    | Kleines Halbfinale |         |    | Spiel um den 7. Platz | Spiel um den 7. Platz |
|  |                       |                    |         |    |                       |                       |
|  | England               | 27                 |         |    |                       |                       |
|  | Luxemburg             | 50                 |         |    |                       |                       |
|  | 13                    |                    |         |    |                       |                       |
|  |                       |                    | 18      |    |                       |                       |
|  | Belgien               | 42                 |         |    |                       |                       |
|  |                       | Luxemburg          | 11      |    |                       |                       |
|  |                       |                    |         |    |                       |                       |
|  | Spiel um den 9. Platz |                    |         |    |                       |                       |
|  | 14                    | 14                 | England | 22 |                       |                       |
|  | Polen                 | 22                 | Polen   | 50 |                       |                       |
|  | Belgien               | 39                 |         |    | 17                    | 17                    |

Kleines Halbfinale
| Spiel | Team 1  | Team 2    | Ergebnis | 1. H. | 2. H. | Verl. |
| ----- | ------- | --------- | -------- | ----- | ----- | ----- |
| 13    | England | Luxemburg | 27:50    | 20:20 | 07:30 | –     |
| 14    | Polen   | Belgien   | 22:39    | 13:25 | 09:14 | –     |

Spiel um Platz 9
| Spiel | Team 1  | Team 2 | Ergebnis | 1. H. | 2. H. | Verl. |
| ----- | ------- | ------ | -------- | ----- | ----- | ----- |
| 17    | England | Polen  | 22:50    | 13:34 | 09:16 | –     |

Spiel um Platz 7
| Spiel | Team 1  | Team 2    | Ergebnis | 1. H. | 2. H. | Verl. |
| ----- | ------- | --------- | -------- | ----- | ----- | ----- |
| 18    | Belgien | Luxemburg | 42:11    | 20:07 | 22:04 | –     |

### Platz 5 und 6
Die beiden Zweitplatzierten der kleinen Gruppen B und C waren automatisch für das Spiel um EM-Platz 5 qualifiziert.
Spiel um Platz 5
| Spiel | Team 1      | Team 2  | Ergebnis | 1. H. | 2. H. | Verl. |
| ----- | ----------- | ------- | -------- | ----- | ----- | ----- |
| 19    | Niederlande | Schweiz | 25:36    | 09:16 | 16:20 | –     |

### Platz 1 bis 4
Nach der Vorrunde trafen im Halbfinale die Erst- und Zweitplatzierten der Gruppe A gegen die beiden Erstplatzierten der Gruppen B bzw. C aufeinander. Die Sieger spielten im Finale um den Europameistertitel, die Verlierer im Spiel um Platz 3 um die Bronzemedaille.

|  | Halbfinale          | Halbfinale         |            |    | Finale | Finale |
|  |                     |                    |            |    |        |        |
|  | Tschechoslowakei    | 42                 |            |    |        |        |
|  | Ungarn              | 28                 |            |    |        |        |
|  | 15                  |                    |            |    |        |        |
|  |                     |                    | 21         |    |        |        |
|  | Tschechoslowakei    | 34                 |            |    |        |        |
|  |                     | Königreich Italien | 32         |    |        |        |
|  |                     |                    |            |    |        |        |
|  | Spiel um Platz drei |                    |            |    |        |        |
|  | 16                  | 16                 | Ungarn     | 38 |        |        |
|  | Königreich Italien  | 37                 | Frankreich | 32 |        |        |
|  | Frankreich          | 25                 |            |    | 20     | 20     |

Halbfinale
| Spiel | Team 1             | Team 2     | Ergebnis | 1. H. | 2. H. | Verl. |
| ----- | ------------------ | ---------- | -------- | ----- | ----- | ----- |
| 15    | Tschechoslowakei   | Ungarn     | 42:28    | 26:12 | 16:16 | –     |
| 16    | Königreich Italien | Frankreich | 37:25    | 20:22 | 17:03 | –     |

Spiel um Platz 3
| Spiel | Team 1 | Team 2     | Ergebnis | 1. H. | 2. H. | Verl. |
| ----- | ------ | ---------- | -------- | ----- | ----- | ----- |
| 20    | Ungarn | Frankreich | 38:32    | 18:15 | 20:17 | –     |

Finale
| Spiel | Team 1           | Team 2             | Ergebnis | 1. H. | 2. H. | Verl. |
| ----- | ---------------- | ------------------ | -------- | ----- | ----- | ----- |
| 21    | Tschechoslowakei | Königreich Italien | 34:32    | 18:21 | 16:11 | –     |

## Endstand
| Rang | Team               | Siege : Niederl. | Korbverhältnis |
| ---- | ------------------ | ---------------- | -------------- |
| 1    | Tschechoslowakei   | 4 : 0            | 1,2182         |
| 2    | Königreich Italien | 4 : 1            | 1,7000         |
| 3    | Ungarn             | 3 : 2            | 1,2431         |
| 4    | Frankreich         | 2 : 2            | 1,6250         |
| 5    | Schweiz            | 2 : 1            | 1,2647         |
| 6    | Niederlande        | 1 : 2            | 0,8273         |
| 7    | Belgien            | 2 : 2            | 1,3173         |
| 8    | Luxemburg          | 1 : 4            | 0,4851         |
| 9    | Polen              | 2 : 3            | 1,0000         |
| 10   | England            | 0 : 4            | 0,4085         |